# 曹源寺 (岡山市)
曹源寺（そうげんじ）は、岡山県岡山市中区円山にある臨済宗妙心寺派の禅寺。山号は護国山。備前岡山藩主池田家の菩提寺である。本尊は十一面観世音菩薩。

## 歴史
備前岡山藩池田宗家2代藩主池田綱政が、元禄11年（1698年）に高祖父である恒興と父光政の菩提を弔うために創建した寺院である。また、同時に自身の菩提寺もここに定め、以後歴代藩主の菩提も弔われるようになった。家臣の上坂外記に造営を命じ、絶外和尚を開山に迎えた。

## 境内
備前国第一の禅寺と称される。参道より総門・三門・仏殿が一直線上に配されている。仏殿に向かって右に鐘楼・左に鼓楼が配されている。鼓楼の奥（仏殿向かって左）に経蔵、経蔵の背後に開山塔（開山堂）がある。仏殿向かって右には方丈があり、方丈奥に池泉回遊式庭園がある。この庭園は絶外と津田永忠によって造営された。仏殿の奥に国の史跡に指定されている岡山藩主池田家墓所がある。墓所向かって左奥の丘陵中腹に三重塔がある。
伽藍脇には真言宗、天台宗、日蓮宗、浄土宗の塔頭が配されていた。現在は伽藍向かって左に大光院（日蓮宗）、右に天台寺（天台宗）が残っているのみである。
現在も修行僧を受け入れている。現在の修行僧は住職の原田正道を除いて全て海外より来日した人々である。岡山の市街地で時折、雲水姿の托鉢僧を見かけるが、彼らは曹源寺の修行僧である。
また、境内西側には、徳風会式吉相墓の境内墓地がある。これは戦後GHQの政策による寺院所領の没収によって困窮を極めた同寺が、窮余の一策として境内を徳風会（実質的には、指定石材店である倉元家石材商店）に委託し墓地として販売したことに由来する。

## 池田家墓所
曹源寺開山と同時に綱政の菩提寺となり、綱政の墓所が築かれた。以後、継政・宗政・治政・斉政・斉敏・章政の歴代藩主、斉輝など池田家一族の墓所となっている。
なお、光政・慶政・茂政の墓所は備前市吉永町の和意谷池田家墓所に営まれている。

## 文化財

### 史跡（国指定）
- 岡山藩主池田家墓所 - 平成10年（1998年）指定。曹源寺の墓所のほか、備前市の和意谷池田家墓所、和気郡和気町の津田永忠墓所も含めて指定されている。

### 岡山県指定重要文化財
- 大光院の康永四年法華題目石

### 曹源寺旧蔵の文化財
- 紙本著色餓鬼草紙（国宝） - 平安時代末期の絵巻物。京都国立博物館蔵。

### 岡山県指定郷土記念物
- 曹源寺の松並木 - 1973年（昭和48年）11月29日指定[1][2]。

## アクセス
- JR岡山駅・天満屋バスステーションより両備バス「東山経由西大寺」行き曹源寺停留所下車、徒歩5分。
- 岡山県道28号岡山牛窓線